# Jean-Baptiste Nothomb
Jean Baptiste, Barão Nothomb (3 de julho de 1805 – 6 de setembro de 1881) foi um político e diplomata belga. Foi primeiro-ministro da Bélgica de 1841 a 1845.